# Уитфилд, Саймон
Са́ймон Уи́тфилд (англ. Simon Whitfield; 16 мая 1975, Кингстон, Канада) — канадский триатлонист, олимпийский чемпион 2000 года и серебряный призёр 2008 года.

## Спортивная биография
Первым крупным успехом в карьере Уитфилда стала бронза, завоёванная на Панамериканских играх 1999 года. Через год состоялся дебют триатлона в программе летних Олимпийских игр. Начало соревнований сложилось для Уитфилда неудачно. После первых двух этапов канадец находился далеко от лидирующих позиций, отставая от идущего первым француза Оливье Марсо более, чем на минуту. На последнем этапе Уитфилд показал очень хорошую беговую подготовку и начал обходить соперников. И буквально за 300 метров до финиша, обогнав немца Штефана Вуковича, канадский спортсмен вышел в лидеры. Таким образом Уитфилд стал первым олимпийским чемпионом в истории триатлона.
Через 4 года на Олимпийских играх в Афинах Уитфилд пытался защитить свой титул. В отличие от прошлых игр неудачное выступление на первых двух этапах канадец не смог компенсировать хорошим бегом на третьем этапе триатлона. После плавания и шоссейной велогонки Уитфилд занимал лишь 22 место, а итогом выступления стало 11 место.
К летним Олимпийским играм 2008 года в Пекине Уитфилд улучшил свои спортивные показатели в велогонках, что отразилось на результате его выступления. После 2 этапов канадский спортсмен занимал 14 место, но отставание от лидирующей группы было небольшим. Вновь беговой этап оказался ключевым в определении итоговых мест на финише. На 10-километровой дистанции Уитфилд показал второе место, уступив только немцу Яну Фродено, который в итоге и стал олимпийским чемпионом. А Уитфилд, благодаря великолепной скорости на дистанции стал серебряным призёром.

## Личная жизнь
Хобби — чтение, история, байдарки.